# Automolius compactus
Automolius compactus är en skalbaggsart som beskrevs av Blackburn 1898. Automolius compactus ingår i släktet Automolius och familjen Melolonthidae. Inga underarter finns listade.